# Novi Ural (Krasnodar)
Novi Ural (del ruso: Новый Урал) es un jútor del raión de Pávlovskaya del krai de Krasnodar, en Rusia. Está situado frente a Novoplastúnovskaya, en la orilla derecha del Chelbas, 13 km al suroeste de Pávlovskaya y 123 km al nordeste de Krasnodar, la capital del krai. Tenía 354 habitantes en 2010.
Pertenece al municipio Novoplastúnovskoye.